# Mięta nadwodna
Mięta nadwodna, mięta wodna (Mentha aquatica L.) – gatunek rośliny należący do rodziny jasnotowatych. Występuje w części Afryki, na większości obszaru Europy oraz w Azji zachodniej i na Kaukazie. W Polsce częsta na niżu, w górach rozproszona.

## Morfologia

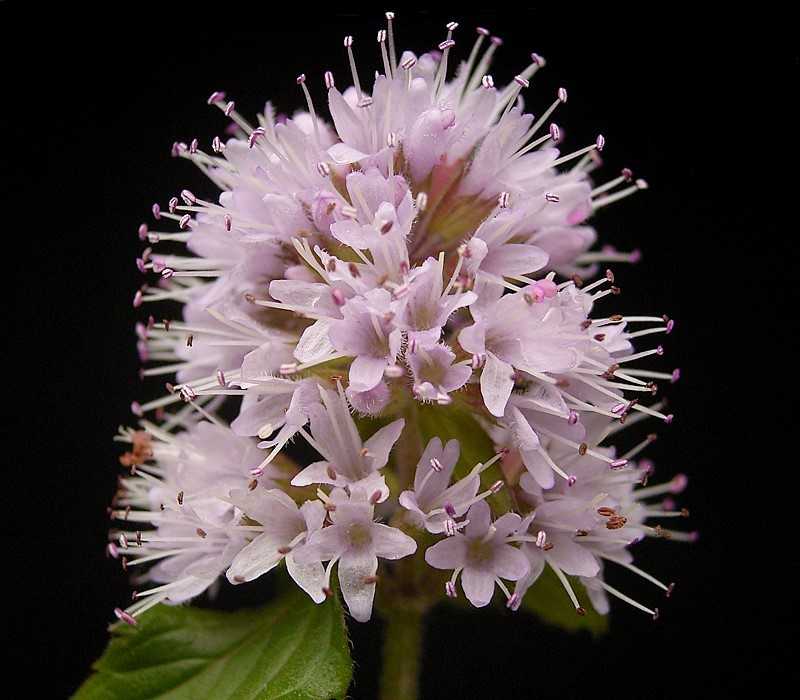
Kwiatostan

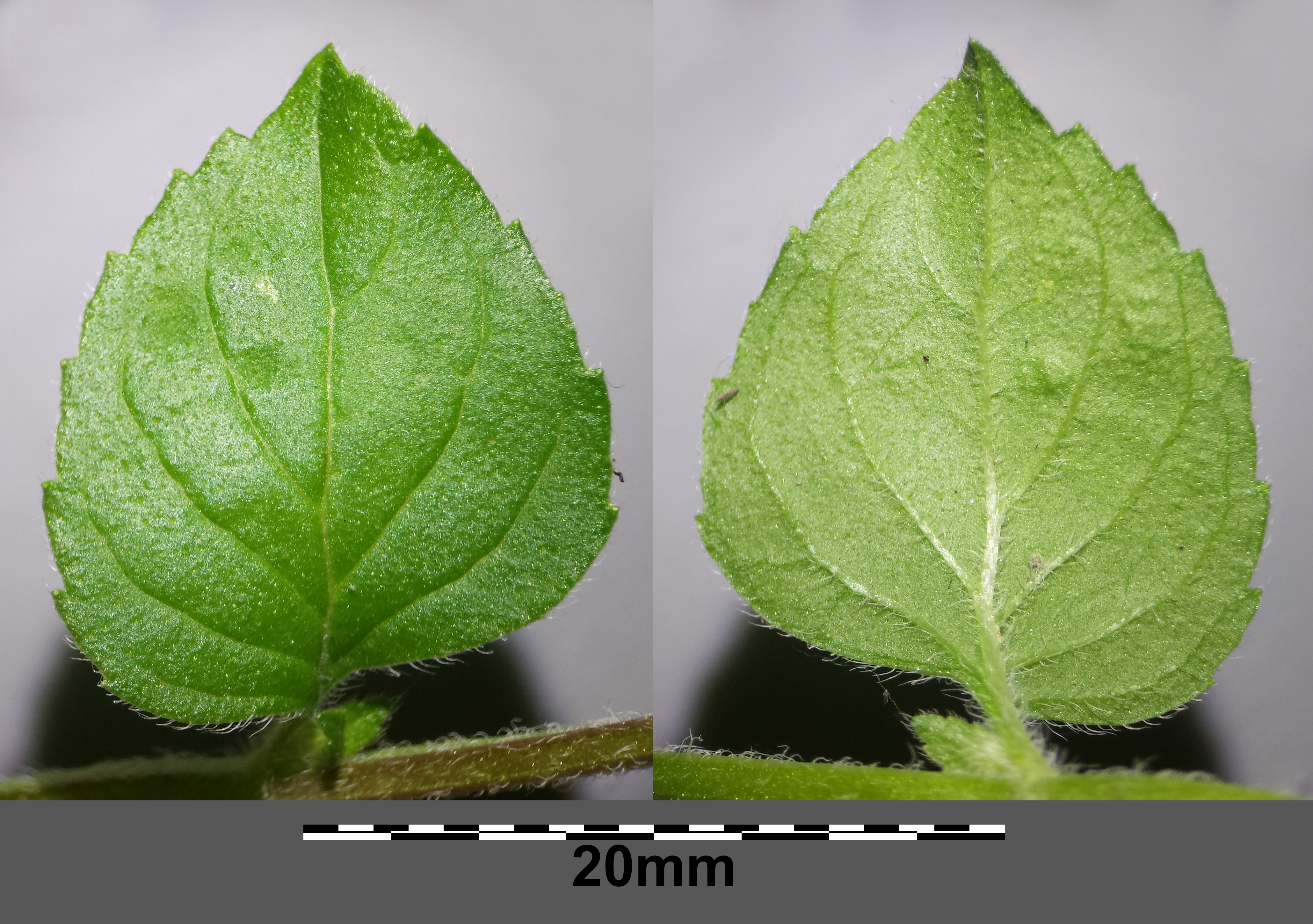
Liść

PokrójRoślina wieloletnia, o silnym zapachu cytryny, limonki. Osiąga wysokość do 80 cm.
ŁodygaPrzeważnie wzniesiona, prosta lub rozgałęziona.
LiścieOgonkowe, jajowate lub owalne, ząbkowane na brzegach, długie od 2 do 6 cm, owłosione. Podsadki podobne do innych liści.
KwiatyRóżowe lub liliowe, skupione w okółkach na szczycie łodygi i tworzące kuliste kwiatostany, przynajmniej w dolnej części porozrywane. Nibyokółki znajdujące się w kątach najwyższej pary liści są dużo mniejsze i na krótszych szypułkach. Ząbki kielicha lancetowate. Kielich jest prawie cylindryczny, ma 13 wyraźnych nerwów, a jego ząbki zakończone są szydlastym końcem. W gardzieli korony znajduje się pierścień włosków.

## Biologia i ekologia
Bylina, hemikryptofit, hydrofit. Kwitnie od lipca do września lub października. Siedlisko: bagna, brzegi cieków, rowy, mokre łąki.

## Zastosowanie
- Roślina ozdobna: często stosowana do obsadzania oczek wodnych.
- Roślina kosmetyczna. Ze względu na zawartość olejków eterycznych i właściwości czyszczących stosowana jako jeden ze składników szamponów ziołowych, także stosowana w perfumach, np. Kenzo.
- Sztuka kulinarna. Ze względu na swój zapach i aromatyczny smak jako przyprawa była używana już w średniowieczu[5]